# Cate Shortlandová
Cate Shortlandová (* 10. srpna 1968) je australská filmová a televizní scenáristka a režisérka. Známá je především díky režii superhrdinského filmu Black Widow.

## Studium
Shortlandová se narodila v městě Temora ve australském státě Nový Jižní Wales, vyrůstala však v Canbeře. Vystudovala Australskou filmovou, televizní a rozhlasovou školu, kde získala cenu Southern Star Award pro najnadanějšího studenta.

## Kariéra
Shortlandová vytvořila několik oceněných krátkých filmů: Strap on Olympia (1995), Pentuphouse (1998), Flower Girl (2000) a Joy (2000). Po studiích strávila tři roky režií epizod televizního seriálu stanice Network Ten nazvaného The Secret Life of Us (Náš tajný život).
V roce 2004 uvedla svůj celovečerní filmový debut Somersault (2004), který byl zařazen do soutěžní sekce Un Certain Regard na filmovém festivalu v Cannes v roce 2004. Režírovala také australský televizní film The Silence.
Její druhý celovečerní film Lore měl australskou premiéru na filmovém festivalu v Sydney v roce 2012. Snímek vyhrál také Cenu publika na Mezinárodním filmovém festivalu v Locarnu Cenu publika nebo Bronzového koně za nejlepší film na Mezinárodním filmovém festivalu ve Stockholmu. Film byl vybrán jako australský příspěvek do širší nominace na Oscara za nejlepší cizojazyčný film na 85. udílení cen Akademie, ale do konečného užšího výběru se nedostal.
V roce 2015 Shortlandová oznámila, že pracuje na třetím celovečerním filmu, Berlínský syndrom. Film založený na stejnojmenné knize Melanie Joostenové ztvárnila hlavní roli Teresa Palmerová jako australské fotoreportérky, která je uvězněna cizím mužem po aféře na jednu noc. Film měl premiéru na filmovém festivalu Sundance v roce 2017.
V červenci 2018 bylo oznámeno, že Shortlandová bude režírovat film Black Widow pro Marvel Studios, který měl odloženou premiéru v roce 2021. Jedná se o její první počin v rámci studiového velkorozpočtového blockbusteru. Snímek byl produkován jednou z hlavních hvězd filmu, herečkou Scarlet Johanssonovou.

## Osobní život
Shortlandová je konvertita k judaismu. V roce 2009 se provdala za filmaře Tonyho Krawitze a mají dvě adoptované děti.

## Filmografie

### Film
- 2004: Somersault
- 2012: Lore
- 2017: Berlin Syndrome
- 2021: Black Widow